# Dominika z Nikomedii
Dominika z Nikomedii, właściwie Kyriake (gr. Αγία Κυριακή; zm. 289 w Chalkedonie lub ok. 300) – święta Kościoła katolickiego i prawosławnego, męczennica.

## Żywot
Dominika (Kyriake) urodziła się w chrześcijańskiej rodzinie w Nikomedii. Gdy sędzia z Nikomedii zaproponował jej małżeństwo z jego synem, ona odmówiła. Wówczas sędzia w akcie zemsty doniósł na nią cesarzowi Dioklecjanowi. Została aresztowana wraz z rodzicami. Jej rodzice zostali skazani na wygnanie do Melitene.
Kyriake zmarła w wieku 21 lat, „zanim ostrze miecza spadło na nią”. Jej wspomnienie liturgiczne obchodzone jest 6 lipca.